# Гіпертекст (семіотика)
Гіпертекст, в семіотиці, є текстом, який натякає на, випливає з, або відноситься до більш ранньої праці, або гіпотексту. Наприклад, «Улісс» Джеймса Джойса можна розглядати як один з багатьох гіпертекстів, що випливають з Одіссеї Гомера; «Наречену Тигра» Анжели Картер можна вважати гіпертекстом більш ранньої роботи, або гіпотексту, ориґінальної казки «Красуня і чудовисько» . Гіпертексти можуть обіймати розмаїті форми на кштал імітації, пародії та пастишу.
Французький теоретик Жерар Женетт визначив це слово в такий спосіб: «Гіпертекстуальність стосується будь-яких відносин, що об'єднують текст B (який я називаю гіпертекстом) і попередній текст A (я, звичайно, називаю його гіпотекстом), на якому ранніший текст відбивається так, що це вже не можна назвати коментарем». Отже, гіпертекст походить від гіпотексту(ів) через процес, який Женнетт називає трансформацією (transformation), у якому текст B «викликає» текст A, не обов'язково згадуючи його безпосередньо.